# Vivian Gornick
Vivian Gornick (14 de juny de 1935, Nova York) és una crítica, periodista, assagista, biògrafa i activista feminista estatunidenca.

## Vida
Vivian Gornick va néixer i créixer al barri del Bronx de Nova York. Va graduar-se en arts al City College de Nova York, i posteriorment va cursar un màster en la mateixa especialitat a la Universitat de Nova York. Després de treballar un temps en el sector editorial, l'any 1969 va començar a treballar al setmanari alternatiu The Village Voice. Allà va encarregar-se de fer seguiment als moviments feministes radicals nord-americans.
A partir d'aquí, Gornick va començar a publicar sovint en diaris com The New York Times, The Nation i The Atlantic, a més d'editar diverses obres d'assaig i biogràfiques per les quals ha rebut un gran reconeixement.
Durant el curs 2007-2008 va ser becària de l'Institut Radcliffe de Harvard, on va treballar en un assaig biogràfic sobre Emma Goldman. L'any 2015 va ser professora convidada al programa d'escriptura de no-ficció de la Universitat d'Iowa.
Actualment, és professora d'escriptura creativa a la New School de Nova York i continua publicant en diversos mitjans de comunicació.

### Feminisme
Arran de la seva labor periodística sobre la Segona Onada Feminista dels Estats Units, Gornick va acostar-se al moviment fins a esdevenir-ne una de les veus més destacades. L'any 1969 va donar suport a la creació del grup feminista radical New York Radical Feminists (fundat per Shulamith Firestone i Anne Koedt) a través d'un article a The Village Voice, «The Next Great Moment in History Is Theirs».

## Influències i llegat
Vivian Gornick reconeix haver estat influïda per l'escriptora Natalia Ginzburg.
Alhora, és considerada la creadora del «criticisme personal», un estil desenvolupat en primera persona que recull la tradició de crítics assagistes com Willam Hazlitt i Virginia Woolf, però que inclou la importància de recollir testimonis en primera persona.

## Obra
- 1977 - The Romance of American Communism
- 1978 - Essays in Feminism
- 1983 - Women in Science: Portraits from a World in Transition
- 1987 - Fierce attachments (en català: Vincles ferotges; La dona singular i la ciutat: dos llibres de memòries. Trad. de Josefina Caball. Barcelona: L'Altra, 2017. ISBN 978-84-946556-4-7)
- 1996 - Approaching eye level (en català: Mirar-nos de cara. Trad. de Martí Sales. Barcelona: L'Altra, 2019. ISBN 978-84-12006-92-6)
- 1998 - The End of the Novel of Love
- 2001 - The Situation and the Story: The Art of Personal Narrative (2001, Farrar, Straus and Giroux)
- 2005 - The Solitude of Self: Thinking About Elizabeth Cady Stanton (2005, Farrar, Straus and Giroux)
- 2008 - The Men in My Life
- 2013 - Emma Goldman. Revolution as a way of life
- 2015 - The Odd Woman and the City (en català: Vincles ferotges; La dona singular i la ciutat: dos llibres de memòries. Trad. de Josefina Caball, Barcelona: L'Altra, 2017. ISBN 978-84-946556-4-7)
- 2020 - Unfinished Business: Notes of a Chronic Re-Reader (en català: Comptes pendents. Trad. de Martí Sales. Barcelona: L'Altra, 2021. ISBN 978-84-123925-0-0)